# Pessimismus
Der Pessimismus  (lat.: pessimus – schlechtester, Superlativ von malus = schlecht) ist im allgemeinen Sinne eine Lebensauffassung mit einer Grundhaltung ohne positive Erwartungen und Hoffnungen. Die dem Pessimismus entgegengesetzte Auffassung ist der Optimismus.
Pessimismus bezeichnet auch eine von  Arthur Schopenhauer begründete philosophische Strömung des 19. Jahrhunderts, nach der die bestehende Welt schlecht und eine Entwicklung zum Besseren nicht zu erwarten sei.

## Philosophie
Mit seinem Hauptwerk Die Welt als Wille und Vorstellung von 1819 begründete Arthur Schopenhauer einen radikalen metaphysischen Pessimismus. In seinem Grundsatz „Alles Leben ist Leiden“ sah er sich durch östliche Weisheitslehren, besonders im Buddhismus, bestätigt. Schopenhauer nimmt wie der transzendentale Idealismus seinen Ausgang von Kants Philosophie. Daneben gehört der italienische Dichter Giacomo Leopardi mit seinem Essay Zibaldone zu einem weiteren frühen Vertreter des Pessimismus.
Die Strömung war historisch vom Scheitern des aufklärerischen Fortschrittsoptimismus, den Folgen der napoleonischen Kriege wie durch die Reaktion als Epoche der Zurückdrängung bürgerlicher Willensbildung geprägt. Die indische Philosophie – von den Romantikern breit für die Philosophie in Deutschland rezipiert – fand gleichfalls Niederschlag im Pessimismus. Zahlreiche eigenständige Schopenhauer-Schüler vertraten einen metaphysischen Pessimismus, darunter die Philosophen Eduard von Hartmann, Philipp Mainländer, Julius Bahnsen und Helene von Druskowitz. Im 20. Jahrhundert können so unterschiedliche Denker wie Otto Weininger, Theodor Lessing und Emil Cioran dem Pessimismus zugeordnet werden.
Ferdinand Tönnies’ 1887 geäußerte Voraussage in Gemeinschaft und Gesellschaft, dass die abendländische Neuzeit sich mental zur „Gesellschaft“ transformiere, von der kein Weg mehr zu „Gemeinschaft“ oder Individualismus zurückführe, also als Kultur in absehbaren Jahrhunderten enden werde, trug ihm früh den Vorwurf des „Pessimismus“ ein (so von Harald Höffding) – dem der stets reformerisch gesinnte Tönnies oft (vergeblich) widersprach.
In den Vereinigten Staaten war bis ins 20. Jahrhundert der Transzendentalismus prägend, der als eigenständiger Hinweg zur Moderne den Pessimismus ausschloss.
Im 20. Jahrhundert setzten Philosophen wie Theodor W. Adorno und Arnold Gehlen sich kritisch mit dem Pessimismus als denkerische Herausforderung auseinander, wenngleich die Strömung bereits mit dem Ersten Weltkrieg an Bedeutung verloren hat. Kurz nach dem Ende des Ersten Weltkriegs sorgte Oswald Spengler mit der Schrift Der Untergang des Abendlandes für Aufsehen. Entsprechend erhielt im philosophischen Denken des 20. Jahrhunderts dann der Geschichts- und Kulturpessimismus ein großes Gewicht. Spengler sah in der Weltgeschichte vergleichbare Schicksale der großen Kulturen: Wie ein Lebewesen durchläuft jede dieser Kulturen eine Phase der Entwicklung, eine Phase der Reife und eine Phase des Niedergangs. Nach rund einem Jahrtausend versinkt jede Kultur wieder in der Bedeutungslosigkeit, aus der sie einst hervorkam. Die tausend Jahre der europäisch-westlichen Kultur sah Spengler in seinem Jahrhundert sich ihrem Ende nähern – vor allem wegen dieser Prognose wurde dieses Werk besonders zur Zeit der Weimarer Republik als pessimistisch empfunden (anders, als er selber sich sah) und kontrovers diskutiert. Weitere Geschichtspessimisten waren Theodor Lessing, Walter Benjamin und die „kritischen Theoretiker“ der Frankfurter Schule. Bedeutende Dokumente dieses Pessimismus von linksintellektueller Seite sind die Dialektik der Aufklärung von Max Horkheimer und Theodor W. Adorno sowie Die Antiquiertheit des Menschen von Günther Anders.
Die Antworten der Pessimisten reichen von der Kontemplation durch Kunst und Gelehrsamkeit bei Schopenhauer, der gleichfalls von ihm begründeten und später von Lessing geteilten Mitleidsethik, als eine Unterlassung von Schadenszufügung bei Mensch und Tier, dem Sozialismus beim späten Mainländer bis zur Unterdrückung der Frau und Mannwerdung als Menschwerdung bei Weininger oder gar die Auslöschung des männlichen Geschlechts bei Druskowitz.
Literarisch gehören die Vertreter des Tragizismus Mitte des 19. und Anfang des 20. Jahrhunderts wie Robert Hamerling zu den Vertretern des Pessimismus, sofern diese gleich den philosophischen Pessimisten die metaphysische Leere bejahen und im Gegensatz zu den Nihilisten das Eigene nicht im Sinne der Eudaimonia sublimieren, sondern als erlösungslosen Zustand angesichts der Vernichtung bewahren.
Gewichtige Kritiker des Pessimismus waren Søren Kierkegaard, der die Annahme des Selbst als Freiheit geltend machte, Friedrich Nietzsche, der gegen den Nihilismus eine Lebensbejahung einforderte und mit den beiden Konzepten des Übermenschen und später des Amor fati auf den Pessimismus Schopenhauers antwortete sowie die Vertreter des amerikanischen Pragmatismus, besonders William James.

## Psychologie

### Als Erklärungsstil
Martin Seligman untersuchte die Frage, was Pessimisten von Optimisten unterscheidet. Er fand, dass letztere andere Ursachenzuschreibungen vornehmen, dass nämlich Optimisten die Ursache für angenehme Ereignisse, Erfolge usw. stabil in sich selbst sehen. Aversive Ereignisse hingegen schreiben sie vorübergehenden situationsbedingten Ursachen zu. Bei Pessimisten ist es umgekehrt.
- Dauerhaftigkeit. Pessimisten halten die Ursachen für unangenehme Ereignisse, in die sie geraten, für dauerhaft und bleibend. Optimisten dagegen halten die Ursachen für zeitweilig und vorübergehend.
- Geltungsbereich. Pessimisten übertragen Fehlschläge, die sie in einem bestimmten Bereich hinnehmen müssen, ins Allgemeine, während Optimisten durch einen Fehlschlag in einem bestimmten Bereich andere Bereiche ihres Lebens unbeeinflusst sehen.
- Personalisierung. Pessimisten geben sich selbst die Schuld für Fehlschläge, unangenehme Ereignisse usw. und haben daher eher ein schwaches Selbstwertgefühl. Optimisten suchen die Gründe für Fehlschläge dagegen eher bei anderen Menschen oder den Umständen und haben ein starkes Selbstwertgefühl.

### Fachliteratur
- Joshua Foa Dienstag: Pessimism: Philosophy, Ethic, Spirit. Princeton University Press, Princeton 2006. ISBN

9780691141121.
- Thilo Hagendorff: P – Pessimismus. Eine Einzelstimmung. Textem, Hamburg 2014 (= Kleiner Stimmungs-Atlas in Einzelbänden, Bd. 10), ISBN 978-3-941613-87-4.
- Mark Schmitt: Spectres of Pessimism: A Cultural Logic of the Worst. Palgrave, Basingstoke 2023, ISBN 978-3-031-25351-5.
- Eugene Thacker: Cosmic Pessimism. Univocal, Minneapolis 2015.